# نامیئوکا، آئوموری
نامیئوکا، آئوموری (به لاتین: Namioka) یک منطقهٔ مسکونی در ژاپن است که در ناحیه توهوکو واقع شده‌است. نامیئوکا ۲۰٬۵۴۳ نفر جمعیت دارد.